# Nick Cordero
Nicholas „Nick“ Eduardo Alberto Cordero (* 17. September 1978 in Hamilton, Ontario; † 5. Juli 2020 in Los Angeles, Kalifornien) war ein kanadischer Schauspieler und Musiker.

## Leben
Nick Cordero trat vor allem in Theaterstücken am Broadway und in Fernsehrollen und Filmrollen auf. 2014 wurde er bekannt mit seiner Rolle als Cheech in dem Musical Bullets Over Broadway; er wurde als bester Hauptdarsteller in einem Musical für den Tony Award und für die Drama Desk Award nominiert. Nach einer Rolle als Earl in dem Musical Waitress 2016 erhielt er die Rolle Sonny in dem Musical A Bronx Tale. Dafür wurde er ebenfalls für den Drama Desk Award nominiert. In Film und Fernsehen war Cordero von 2005 bis 2019 in zehn Produktionen zu sehen.
Er war ab 2014 mit der Fitnesstrainerin Amanda Kloots liiert und ab 2017 mit ihr verheiratet. 2019 kam der gemeinsame Sohn Elvis zur Welt.
Im ersten Quartal 2020 begann in den USA die COVID-19-Pandemie. 
Am 30. März 2020 kam Cordero mit dem Verdacht auf Lungenentzündung in die Notaufnahme des Cedars-Sinai Medical Center. 
Bei ihm wurde eine COVID-19-Infektion diagnostiziert. Cordero bekam eine Blutvergiftung, erlitt mehrere Schlaganfälle und sein rechtes Bein musste amputiert werden. Nach 98 Tagen Krankenhausaufenthalt starb er.

## Filmografie
- 2005: Queer as Folk (Fernsehserie, Folge 5x04)
- 2005: Apartments at 254 (Kurzfilm)
- 2011: Don Juan
- 2014: Lilyhammer (Fernsehserie, Folge 3x08)
- 2015, 2019: Law & Order: Special Victims Unit (Fernsehserie, 2 Folgen)
- 2016: A Stand Up Guy
- 2017: Abgang mit Stil (Going in Style)
- 2017–2018: Blue Bloods – Crime Scene New York (Fernsehserie, Blue Bloods, 3 Folgen)
- 2019: Inside Game
- 2019: Mob Town